# U Dhammaloka
U Dhammaloka (birmanisch: ဦးဓမ္မလောက;* ca. 1856 in Dublin; † ca. 1914) war ein irischer Wanderarbeiter und buddhistischer Mönch, der besonders in Burma (heute Myanmar) Bekanntheit erlangte. Er war ein scharfer Kritiker der christlichen Missionare und des britischen Kolonialismus im Rahmen des Buddhist Revival, einer Wiederbelebung der Religion im 19. Jahrhundert. Dhammaloka wurde vor 1900 in Burma ordiniert, was ihn zu einem der frühesten bezeugten westlichen buddhistischen Mönche der Neuzeit macht. Von 1900 bis zu seiner Verurteilung wegen Aufruhrs in den Jahren 1910/11 war er in Burma und Singapur ein berühmter Prediger, Polemiker und produktiver Publizist. Indem er sich auf westliche atheistische Schriften stützte, stellte er öffentlich die Rolle der christlichen Missionare infrage und wurde von der Kolonialregierung in Britisch-Indien deshalb angeklagt. Seine Spur verlor sich um das Jahr 1914 in Thailand.

## Frühes Leben
Dhammaloka wurde wahrscheinlich nach 1856 im Ort Monkstown bei Dublin unter dem Namen Laurence Carroll geboren. Berichten zufolge gab er sich mindestens fünf Namen, darunter Laurence Carroll, Laurence O’Rourke und William Colvin. Gelegentlich benutzte er das Pseudonym Captain Daylight. Er wanderte über den Hafen von Liverpool in die Vereinigten Staaten aus und zog dann als Wanderarbeiter durch die USA, bevor er auf einem Transpazifikschiff Arbeit fand. Er verließ das Schiff in Japan und machte sich auf den Weg nach Rangun, wo er wahrscheinlich Ende der 1870er oder Anfang der 1880er Jahre ankam, also vor dem Dritten Anglo-Burmesischen Krieg, der die endgültige Eroberung des Landes durch die Briten und den Anschluss an Britisch-Indien als Britisch-Burma bedeutete.

## Konversion zum Buddhismus und Migration nach Burma
In Burma fand er in Rangun Arbeit als Kassierer in einer Holzfällerfirma, bevor er begann, sich für den burmanischen Buddhismus zu interessieren, den er überall um sich herum wahrnehmen konnte. Um 1884 ließ er sich als Mönchsnovize unter dem Namen Dhammaloka ordinieren. Nach seiner Ordination vor 1899 begann er als Lehrer zu arbeiten (wahrscheinlich im Kloster Tavoy in Rangun). Im Jahr 1900 hatte er den Status eines älteren Mönchs in diesem Kloster erlangt und begann, durch ganz Burma zu reisen und zu predigen.
Im Jahr 1900 begann Dhammaloka seine öffentliche Karriere mit zwei weitgehend unbeachteten Anzeigen, in denen er christlichen Missionaren das Verteilen von Traktaten verbot, und einer noch dramatischeren – und weithin nachgedruckten – Erklärung, die zuerst in Akyab veröffentlicht wurde und in der er die Buddhisten vor den Gefahren warnte, die christliche Missionare für ihre Religion und Kultur darstellten. Nach einer Predigtreise im Jahr 1901 konfrontierte er 1902 in der Shwedagon-Pagode in Rangun einen nicht im Dienst befindlichen britisch-indischen Polizisten wegen des Tragens von Schuhen – ein umstrittenes Thema in Birma, da burmesische Buddhisten auf dem Gelände der Pagode keine Schuhe sehen wollten. Die Inder, die bei der Polizei arbeiteten, gingen ebenfalls barfuß in indischen religiösen Gebäuden, besuchten aber außerdienstlich burmesische Pagoden in Stiefeln, was als Zeichen ernster Respektlosigkeit gewertet wurde. Die Versuche des Offiziers und der britischen Behörden, Dhammaloka wegen Volksverhetzung anzuklagen und die Pagodenbehörden dazu zu bringen, ihn zu verstoßen, schlugen fehl, was sein Ansehen in der Öffentlichkeit stärkte. Später im selben Jahr unternahm er eine weitere Predigttournee, die große Menschenmengen anzog.
Nach einigen Jahren der Abwesenheit kehrte Dhammaloka 1907 nach Burma zurück und gründete die Buddhist Tract Society. Im Dezember fand in Mandalay ein Empfang zu seinen Ehren statt, an dem Hunderte von Mönchen teilnahmen. Dort traf er den neuen Thathanabaing, das von der Regierung anerkannte Oberhaupt der Sangha. Anfang 1908 unternahm er eine weitere Tour und predigte bis mindestens 1910, als ihm der Prozess wegen Aufruhrs gemacht wurde.

### Reisen
Außerhalb Birmas war Dhammaloka vor allem in Singapur und anderen Straits Settlements (Penang, Kuala Lumpur, Ipoh) tätig. In Singapur wohnte er zunächst bei einem japanischen buddhistischen Missionar, bevor er 1903 seine eigene Mission und eine kostenlose Schule gründete, die vor allem von der chinesischen Gemeinde und einem bekannten Juwelier aus Sri Lanka unterstützt wurde.
Dhammaloka verließ 1902 unerwartet Burma, wahrscheinlich in der Hoffnung, an einem „Weltparlament der Religionen“ teilzunehmen, das Gerüchten zufolge in Japan stattfinden sollte. Obwohl kein Parlament stattfand, belegen japanische Quellen, dass Dhammaloka im September 1902 an der Gründung der International Young Men’s Buddhist Association (IYMBA, Bankoku bukkyō seinen rengōkai) in Tokio teilnahm. Er war der einzige nicht-japanische Redner in einer Gruppe prominenter buddhistischer Geistlicher und Intellektueller.
Von Februar bis September 1903 war Dhammaloka im Wat Bantawai in Bangkok ansässig, wo er eine freie englischsprachige und multiethnische Schule gründete und buddhistische Vereinigungen förderte. Dhammaloka werden auch bedeutende Verbindungen nach China und Ceylon nachgesagt (in beiden Ländern veröffentlichte er Traktate). Es gibt Berichte über Besuche in Nepal im Jahr 1905 sowie in Australien (1912) und Kambodscha (1913). Dhammalokas Behauptung, lange vor Younghusbands Expedition von 1904 nach Tibet gereist zu sein, bleibt unbestätigt.

### Publizistische Aktivitäten
Dhammaloka produzierte eine große Anzahl von Veröffentlichungen, von denen einige, wie damals üblich, Nachdrucke oder bearbeitete Versionen von Schriften anderer Autoren waren, zumeist westliche Atheisten oder Freidenker, von denen sich einige in gleicher Weise revanchierten. Im Jahr 1907 gründete er die Buddhist Tract Society in Rangun, die eine große Anzahl von Traktaten produzierte. Ursprünglich sollten von jedem der hundert Traktate zehntausend Exemplare hergestellt werden; es ist nicht klar, ob diese Anzahl von Titeln erreicht wurde, aber die Auflagen waren sehr hoch. Darüber hinaus war Dhammaloka ein aktiver Zeitungskorrespondent, der eine große Anzahl von Berichten über seine eigenen Aktivitäten für Zeitschriften in Burma und Singapur verfasste (manchmal unter Pseudonymen) und Briefe mit atheistischen Zeitschriften in Amerika und Großbritannien austauschte. Er war auch ein häufiger Gegenstand von Kommentaren in der lokalen Presse in Süd- und Südostasien, von missionarischen und atheistischen Autoren und von Reiseschriftstellern.

## Prozess und Verschwinden
Dhammaloka hatte mindestens zwei Begegnungen mit dem kolonialen Rechtssystem in Burma, wobei er in einem Fall gesichert, aber wahrscheinlich in beiden Fällen geringfügige Verurteilungen erhielt. Es wird vermutet, dass dies geschah, um die potenzielle politische Verlegenheit der Kolonialbehörden zu vermeiden, die bei Prozessen mit schwerwiegenderen Anschuldigungen und somit einer höheren Beweislast entstehen würde.
1902 soll Dhammaloka gesagt haben, „wir [der Westen] hätten den Birmanen zuerst Birma weggenommen und wollten nun ihre Religion mit Füßen treten“ – eine aufrührerische Aussage, die als feindlich gegenüber der Kolonialregierung und dem Christentum aufgefasst wurde. Nach einem gescheiterten Versuch der Kolonialregierung, genügend Zeugen für eine Anklage wegen Aufwiegelung zu finden, wurde eine geringere Anklage wegen Beleidigung erhoben, und es scheint, dass Dhammaloka kurzerhand wegen Beleidigung verurteilt wurde, obwohl das Strafmaß nicht bekannt ist.
Im Oktober und November 1910 predigte Dhammaloka in Moulmein, was zu neuen Anklagen wegen Aufruhrs führte, die auf Betreiben der örtlichen Missionare erhoben wurden. Zeugen sagten aus, dass er die Missionare als Bibel-, Whiskey- und Waffenträger bezeichnete und die Christen beschuldigte, unmoralisch und gewalttätig zu sein und die burmesischen Traditionen zerstören zu wollen. Anstelle einer vollständigen Anklage wegen Volksverhetzung entschieden sich die britischen Behörden für eine Strafverfolgung auf der Grundlage eines minderen Aspekts des Gesetzes, der auf die Verhinderung künftiger aufrührerischer Äußerungen abzielte, eine geringere Beweislast erfordert und eine summarische Anhörung zur Folge hat. Er wurde zur Wahrung des Friedens verpflichtet und angewiesen, zwei Unterstützer zu finden, die dies mit einer Kaution von je 1000 Rupien garantieren sollten.
Dieser Prozess war aus mehreren Gründen von Bedeutung. Es war eines der wenigen Male, dass das Gesetz gegen Aufwiegelung (das indische und burmesische Journalisten daran hindern sollte, die Behörden zu kritisieren) gegen einen Europäer angewandt wurde; es war das erste Mal, dass es in Burma angewandt wurde, und es war ein Präzedenzfall für seine Anwendung gegen burmesische Nationalisten. In der Berufung wurde er von dem führenden burmesischen Nationalisten U Chit Hlaing verteidigt. Der Berufungsrichter, der die ursprüngliche Verurteilung aufrechterhielt, war Daniel Twomey (1917 zum Ritter geschlagen), der einen maßgeblichen Text über die Verzahnung von buddhistischem Recht und britischem Kolonialrecht verfasst hat und der Großvater der Anthropologin Mary Douglas ist.
Nach dem Scheitern seines Aufrufs lassen sich die Aktivitäten von Dhammaloka immer schwieriger verfolgen. Im April 1912 erschien ein Brief in der Times of Ceylon. Der Brief, der in Kalkutta und Bangkok nachgedruckt wurde, gab vor, seinen Tod in einem Abstinenzhotel in Melbourne, Australien, zu melden. Im Juni desselben Jahres erschien er jedoch in den Büros der Singapore Free Press, um den Bericht zu dementieren, dessen Motivation unklar blieb.
Es ist bekannt, dass Dhammaloka zwischen 1912 und 1913 Australien (angeblich nahm er 1912 an der jährlichen Osterversammlung der I.O.G.T. Temperance Organisation in Brisbane teil), die Straits Settlements, Siam und Kambodscha bereiste. Im Jahr 1914 berichtete ein Missionar, dass er die Siam Buddhist Freethought Association in Bangkok leitete. Es gibt keine weiteren Berichte über sein Verbleiben und er starb möglicherweise um 1914 in Siam (Thailand).

## Positionen und Einfluss
Dhammaloka war ein bedeutender Kritiker des britischen und europäischen Kolonialismus in Asien. Als buddhistischer Prediger scheint er sich gegenüber den burmesischen Mönchen wegen ihrer überlegenen Kenntnisse des Buddhismus zurückgehalten zu haben und sprach stattdessen vor allem über die Bedrohung durch Missionare, die er als mit „einer Flasche ‚Guiding Star Brandy‘, einer ‚Heiligen Bibel‘ oder einem ‚Gatling-Gewehr‘“ kommend identifizierte und dabei Alkoholismus, Christentum und die britische Armee miteinander in Verbindung brachte. Dhammalokas Identifizierung des Buddhismus mit freiem Denken war innerhalb des Theravada-Buddhismus haltbar. Im Hinblick auf den globalen Buddhismus seiner Zeit stellte er sich damit auf die Seite der buddhistischen Rationalisten und derjenigen, die eine buddhistische Wiederbelebung anstrebten und sich den Bemühungen der christlichen Missionare widersetzten; dies stand im Gegensatz sowohl zu den posttheosophischen Buddhisten, die alle Religionen letztlich als eine betrachteten, als auch zu denjenigen, welche die Anerkennung des Buddhismus als Weltreligion auf Augenhöhe mit dem Christentum anstrebten (und damit implizit auch die gleiche Anerkennung wie diese). Darüber hinaus scheint sich sein Buddhismus in erster Linie auf die wichtigsten Anliegen der burmesischen Mönche jener Zeit konzentriert zu haben, vor allem auf die korrekte Einhaltung der Vinayapitaka.
Es überrascht nicht, dass die Reaktionen auf Dhammaloka geteilt waren. In Burma erhielt er Unterstützung von Traditionalisten (ihm wurde ein Treffen mit dem Thathanabaing gewährt, er wurde von hochrangigen burmesischen Mönchen mit Respekt behandelt, und ihm zu Ehren wurde ein Abendessen gegeben), von Burmesen vom Land (die seine Predigten in großer Zahl besuchten und manchmal mehrere Tage reisten, um ihn zu hören; in mindestens einem Fall legten Frauen ihr Haar nieder, damit er darauf gehen konnte, als Geste des großen Respekts) und von städtischen Nationalisten. Zeitgenössischen Berichten zufolge soll er auch eine hohe Popularität in den Nachbarländern von Burma und in Singapur gehabt haben. Für die britischen Kolonialbehörden und christliche Missionare fungierte er aufgrund seiner Positionen dagegen als ein Feindbild.